# Château de Buillon
Le château de Buillon est un château du XVIe siècle et XVIIIe siècle situé sur la commune française de Chenecey-Buillon, dans le département du Doubs et la région Bourgogne-Franche-Comté.

## Situation
Le château de Buillon se trouve à Buillon, en amont du village de Chenecey-Buillon en rive droite de la Loue, à l'emplacement de l'ancienne abbaye cistercienne de Buillon qui fut vendue à la Révolution comme bien du clergé.

## Histoire
Le palais abbatial, sur la base duquel est construit le château de Buillon, date de la fin du XVIe siècle pour la partie centrale, à gauche du perron,  et de la moitié du XVIIIe siècle pour l’autre partie centrale, à droite, y compris l’aile sud et était la résidence de l'abbé de l'abbaye de Billon.
Après la Révolution et la fin de l'abbaye, le château devient la demeure du maître de forges de Chenecey.
En 1846, il est acheté et aménagé par Marcel Tissot, originaire de Franche-Comté (villages de Maîche et Trévillers), qui s'est installé à Nantes comme drapier et a fait suffisamment fortune pour l'acquérir. Cette belle propriété appartient ensuite au peintre James Tissot, l'un de ses fils, aux XIXe et XXe siècles. A différents endroits dans le parc, James Tissot fait construire des éléments dans un style médiéval  (une tour en ruine en bordure de propriété par exemple) et des dépendances (moulin, bâtiment d'entrée...). Il finit sa vie dans le château familial où il meurt le 8 août 1902. Il repose dans la chapelle privée du château.

## Description
Le château est un bâtiment rectangulaire de style Renaissance dont la partie centrale de la façade principale, en léger retrait, est agrémentée d'un balcon semi-circulaire soutenu par quatre colonnes doriques. Il est situé dans un grand parc qui borde la Loue en rive droite sur presque 2 km. Autour du château on trouve différents éléments d'agrément : kiosque, allée, serre, canal de jardin, jardin potager, bassin et volière qui sont inscrits à l'Inventaire général du patrimoine culturel.
C'est aujourd'hui une propriété privée et il ne peut être visité.

## Galerie

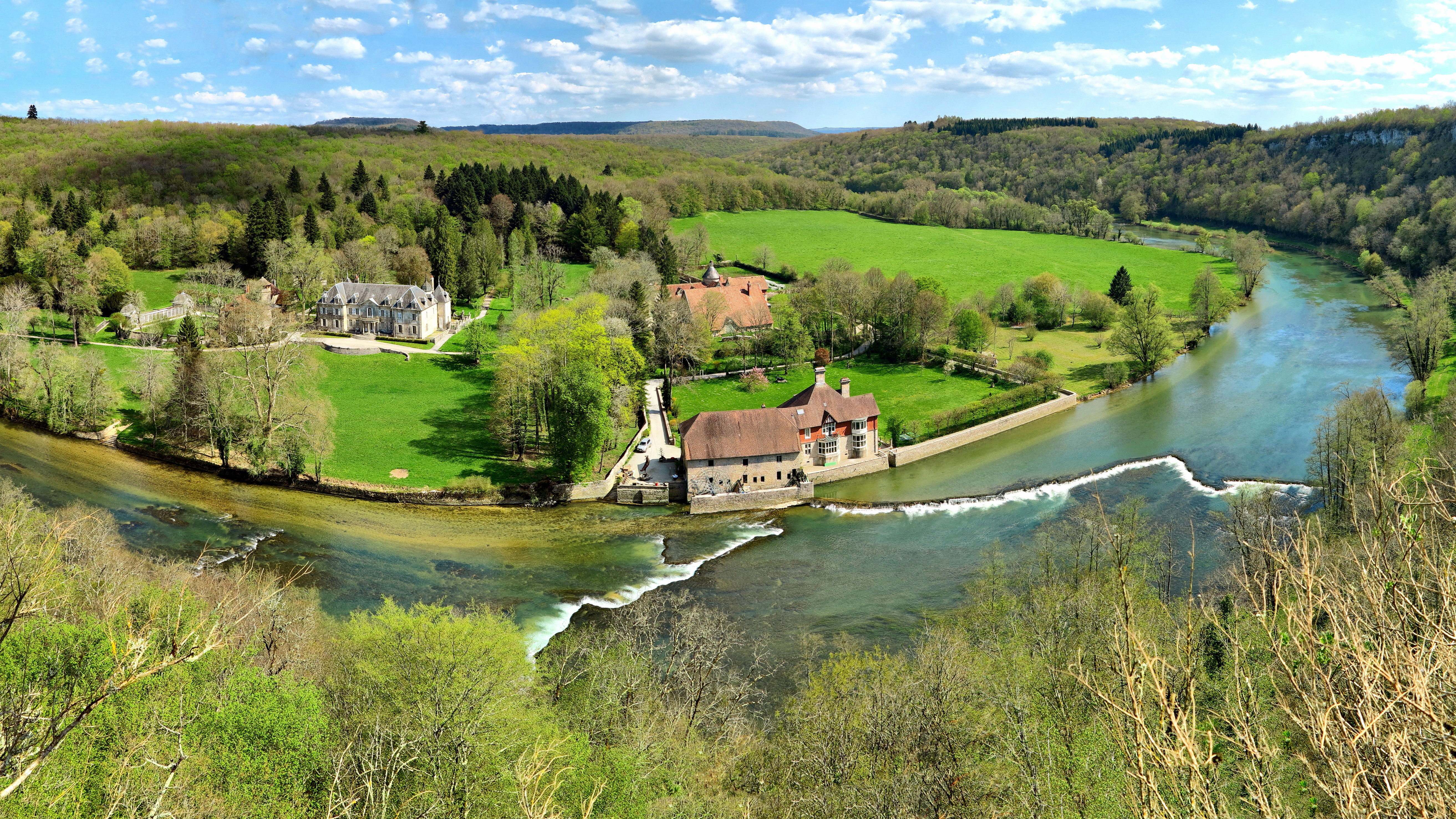
Vue générale du château et ses dépendances.
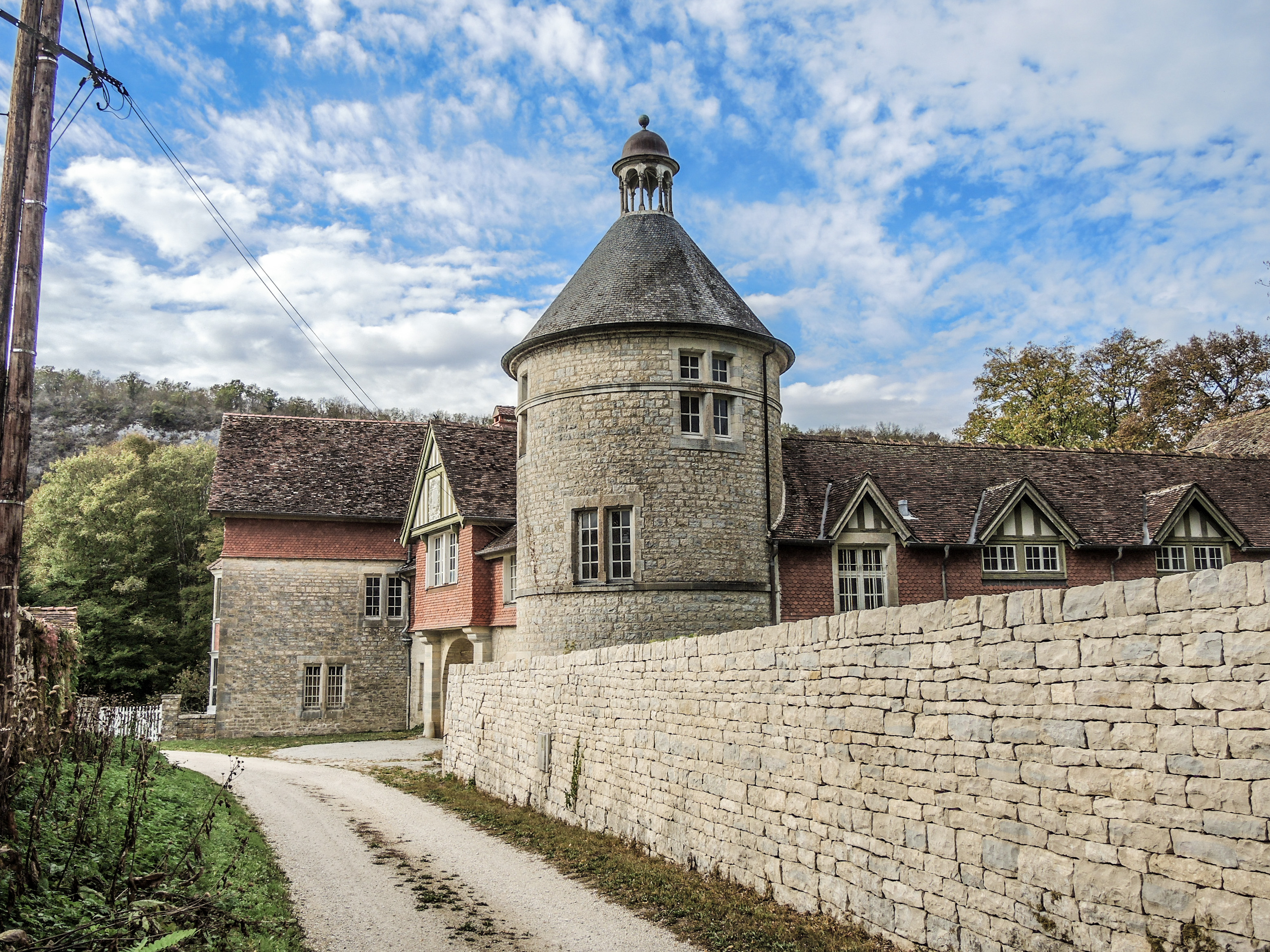
Entrée principale du parc.
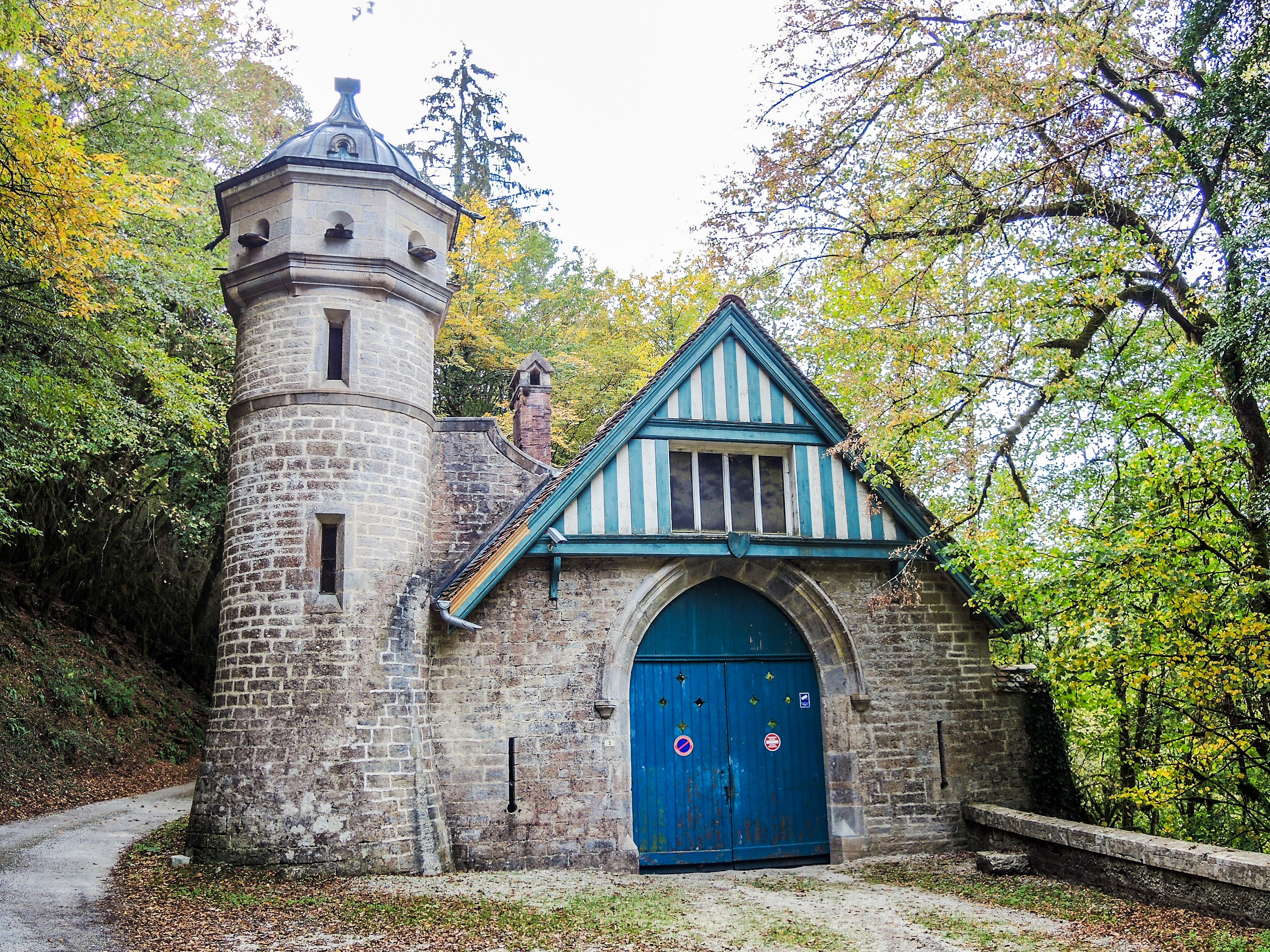
Entrée secondaire du parc.
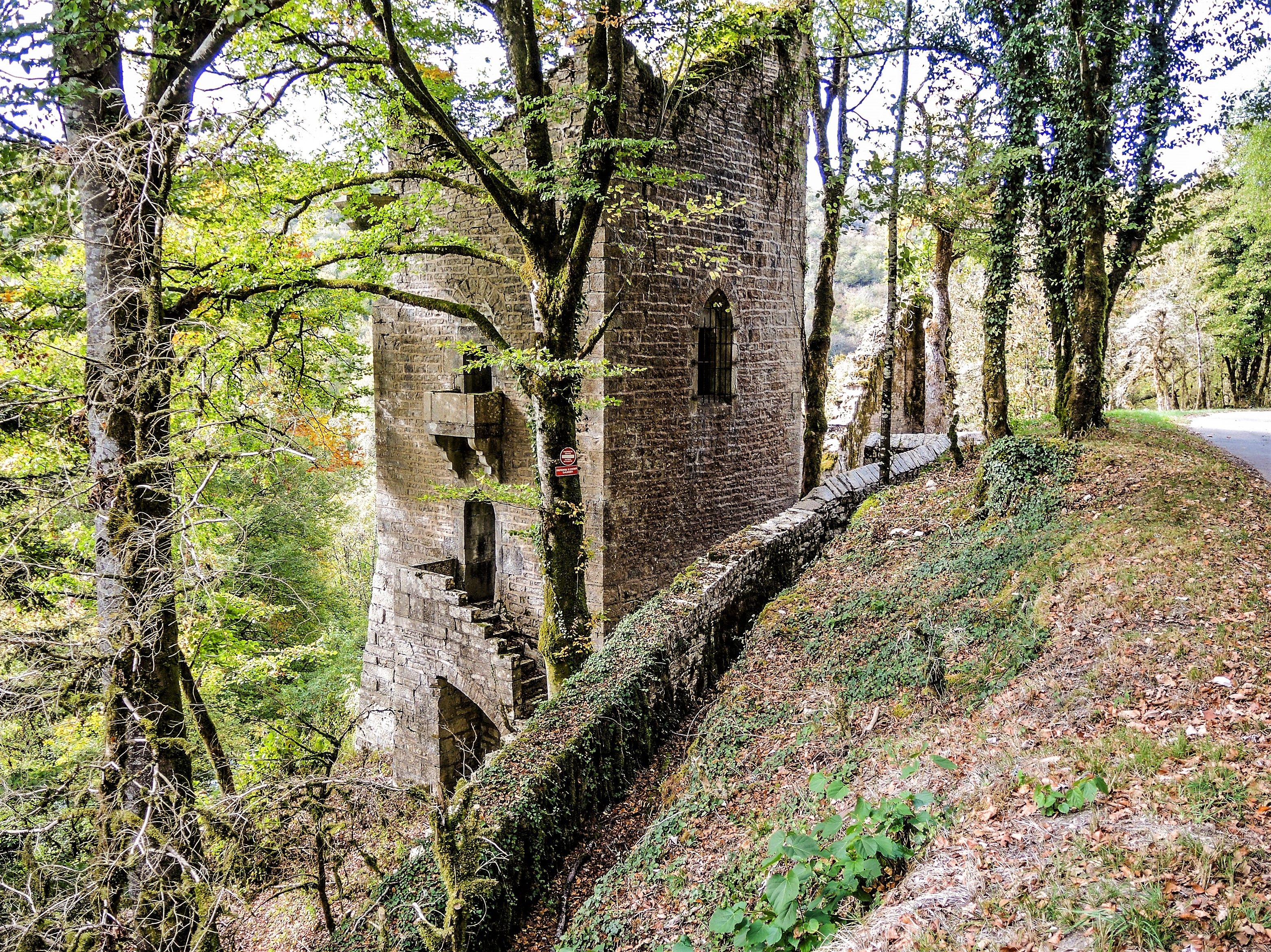
Tour en ruine construite en l'état.